# Amtsgericht Dessau-Roßlau

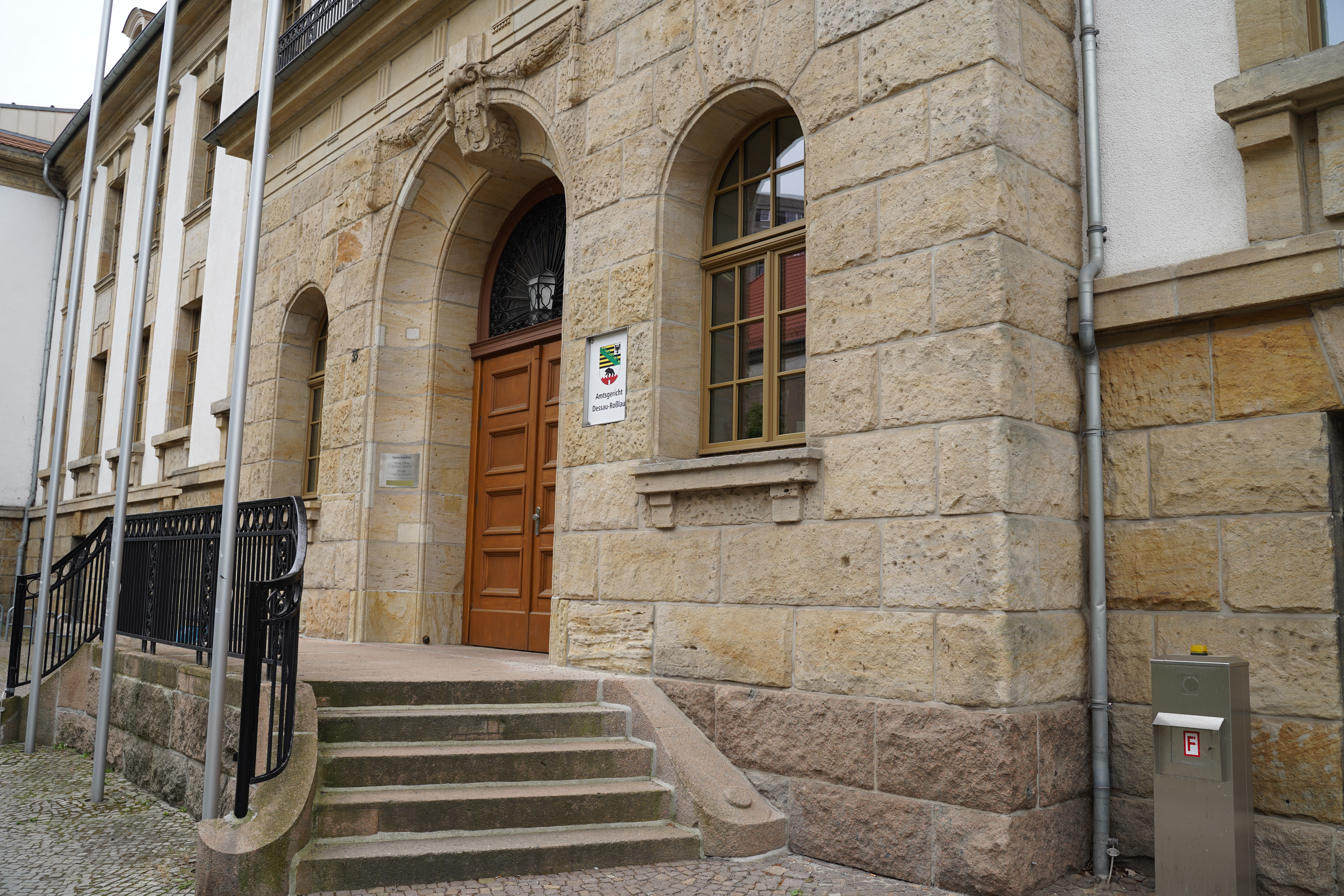
Amtsgericht Dessau-Roßlau, 2024

Das Amtsgericht Dessau-Roßlau (bis 2007: Amtsgericht Dessau) ist ein Gericht der ordentlichen Gerichtsbarkeit in Deutschland. Es gehört zum Bezirk des Landgerichts Dessau-Roßlau und des Oberlandesgerichts Naumburg.
Sitz des Gerichts ist Willy-Lohmann-Straße 33, 06844 Dessau-Roßlau.

## Geschichte
Im Herzogtum Anhalt bestand in Dessau das Kreisgericht Dessau als Gericht erster und das Oberlandesgericht Dessau als Gericht zweiter Instanz. 
Nach der Einführung der Reichsjustizgesetze 1879 entstand reichsweit eine neue Gerichtsstruktur. An der Spitze des Instanzenzugs stand nun das Reichsgericht, dem das gemeinsame Oberlandesgericht Naumburg nachgeordnet war. Das Herzogtum Anhalt bildete den Sprengel des Landgerichts Dessau. Unter den elf Amtsgerichten dieses Landgerichtes befand sich unter anderem das Amtsgericht Dessau. Die bisherigen Gerichte wurden aufgehoben.
Am Gericht bestanden 1880 vier Richterstellen. Sein Sprengel umfasste 32.000 Gerichtseingesessene. Das Amtsgericht war damit ein großes Amtsgericht im Landgerichtsbezirk. Es war auch Elbzollgericht. Gerichtstage wurden in Quellendorf gehalten.
Im Jahre 1952 wurden in der DDR die Amtsgerichte abgeschafft und stattdessen Kreisgerichte gebildet. Dessau wurde Stadtkreis, zuständiges Gericht war damit das Kreisgericht Dessau-Stadt, welches dem Bezirksgericht Halle nachgeordnet war. Nach dem Zusammenbruch der DDR wurde das Kreisgericht 1992 aufgehoben und das Amtsgericht Dessau wieder eingerichtet.
Mit dem Zusammenschluss von Dessau und Roßlau zur Stadt Dessau-Roßlau 2007 änderte das Gericht seinen Namen in Amtsgericht Dessau-Roßlau. Seit dem 1. Januar 2013 ist das Amtsgericht Dessau-Roßlau Zentrales Vollstreckungsgericht für das Land Sachsen-Anhalt.
In der Nacht vom 30. zum 31. Juli 2019 entstand am Amtsgericht durch einen Wasserrohrbruch ein Schaden in Millionenhöhe.
Direktor des Gerichts ist seit 2000 Ulrich Bauer. Patrick Burow ist Richter am Amtsgericht Dessau-Roßlau.

## Gerichtsgebäude
Der Bau des Gebäudes dauerte von 1916 bis 1924. Architekt des Gebäudes im barockisierenden Stil war Carl Pertz (1856–1914). Weitere am Bau Beteiligte waren der Regierungs- und Baurat Gustav Teichmüller und der Regierungsbaumeister Hans Wendler.
Anfangs war das Gebäude das Behördenhaus des Fürstentums Freistaat Anhalt. Untergebracht waren das Katasteramt, die Forstverwaltung, das Statistische Büro, die Landesbrandkasse und Landesrentenbank, die Gewerbeinspektion, das Erbschaftssteuer- und das Zuwachssteueramt. Von 1924 bis 1945 war es Sitz des Staatsministeriums (Abt. Finanzen), des Anhaltischen Oberversicherungsamtes und des Anhaltischen (Militär-)Versorgungsgerichts.
Von 1945 bis 1992 beherbergte es das Amts-, das Kreisgericht und das Kreiswehrersatzamt. Seit 1992 ist es Sitz des Amtsgerichts.